# Ira Harris
Ira Harris (Charleston, 1802. május 31. – Albany, 1875. december 2.) az Amerikai Egyesült Államok szenátora (New York, 1861–1867).